# Maybe I'm a Leo
Maybe I'm a Leo è un brano dei Deep Purple contenuto nell'album Machine Head del 1972, della formazione Mark II.

## Il brano
Roger Glover ha dichiarato di aver preso ispirazione per il riff di Maybe I'm A Leo da How Do You Sleep? di John Lennon, pensando a un riff che non iniziasse, come nella maggior parte dei casi, sul battere.
Il titolo (Può darsi che io sia un Leone) si riferisce al segno zodiacale del cantante Ian Gillan, nato il 19 agosto.
Sebbene il pezzo sia stato suonato raramente dal vivo, è presente nei tre album live Deep Purple in Concert del 1980 (registrato nel 1972), Live at the Olympia '96, and Live at Montreux 2011.

## Cover
- I The Atomic Bitchwax hanno incluso una cover del pezzo sul loro album 3.
- I Gov't Mule hanno inserito Maybe I'm a Leo nel loro The Deep End, Volume 1 , nel quale Roger Glover suona come ospite.
- Javier Malosetti Electrohope fa una cover del pezzo su Ten.
- Paul Gilbert suona la canzone sull'album Smoke on the Water: a Tribute to Deep Purple
- I Van Halen avevano incluso il pezzo nella scaletta dei loro primi concerti.